# Kållered

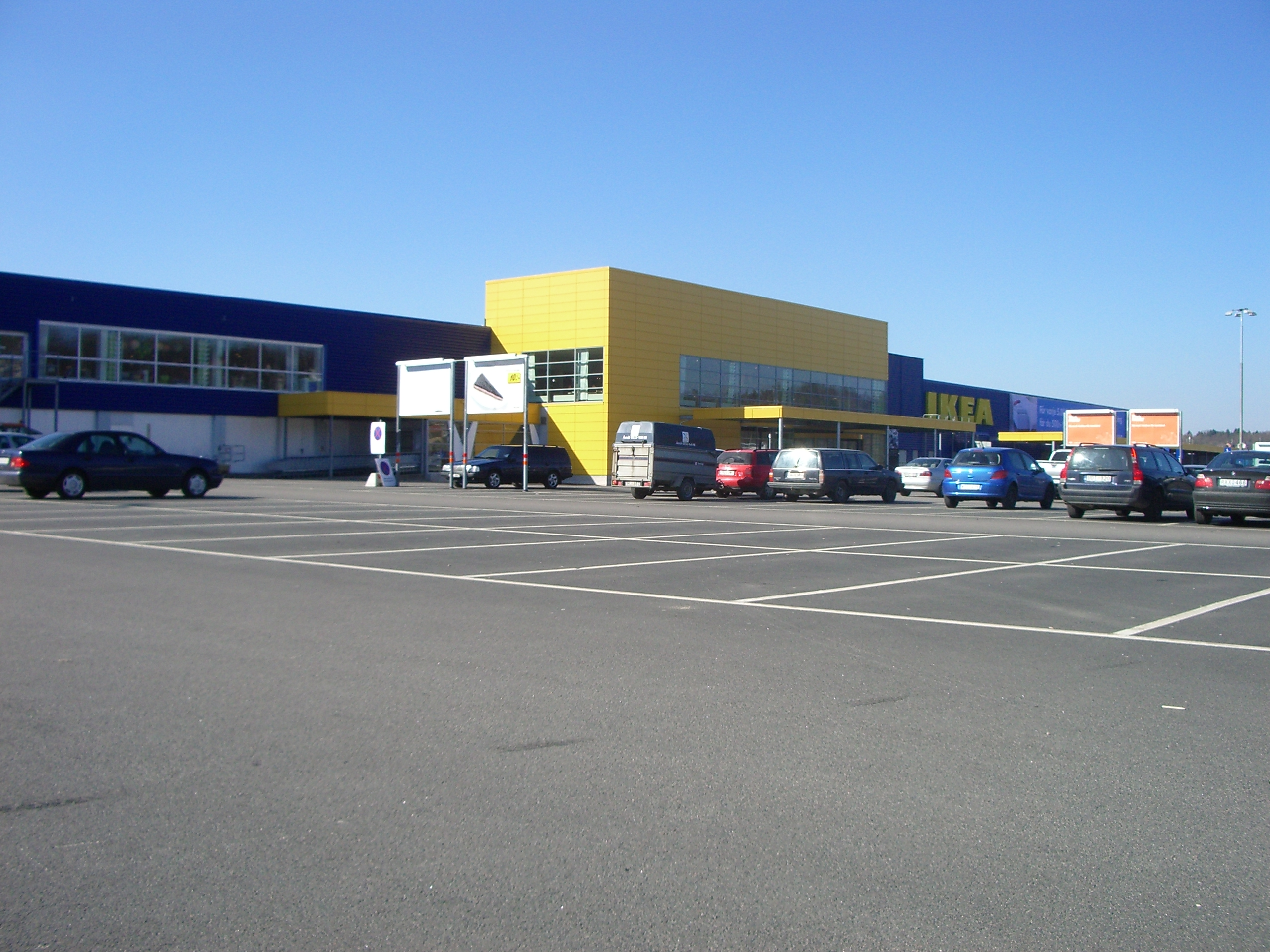
Ikea Kållered, 2006

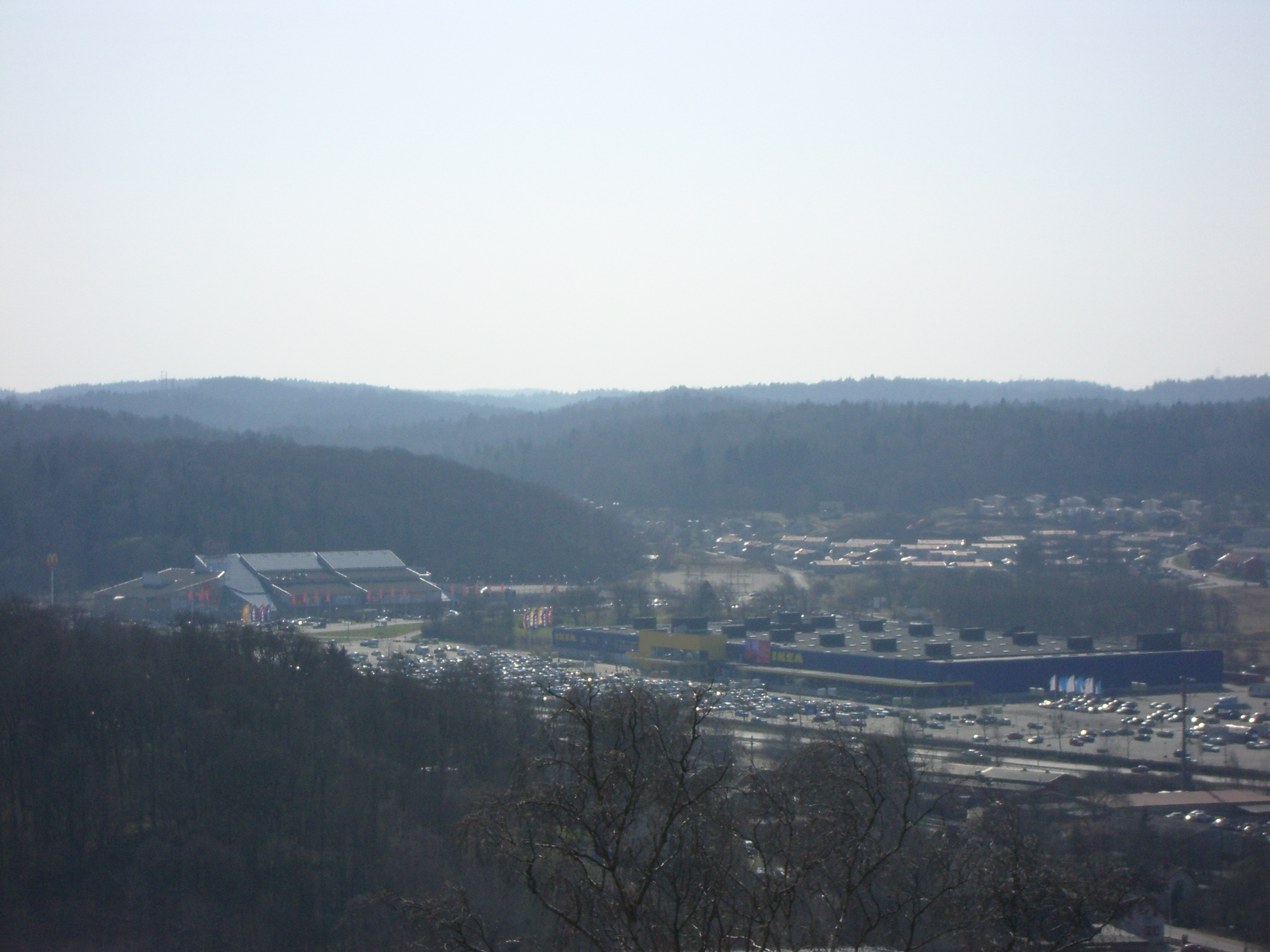
Kållered köpstad, 2007

Kållered är en ort i Mölndals kommun och kyrkbyn i Kållereds socken belägen vid gränsen till Halland. Orten ingår sedan 2015 i Göteborgs tätort. 
Orten var tidigare lantbruksbygd, men nu domineras västra Kållered av stormarknader som IKEA, Coop, Willys, Rusta, Lager 157, Jula samt OKQ8. Idag finns även ett mindre hotell Eken Hotell samt en golfbana i anslutning till Torrekulla naturreservat.

## Historia
Namnet Kållered förekommer i de skriftliga källorna från 1421, då i namnformen Kolarid, vidare Kollarudh 1447, Kolleridt 1550 och Kålleredz 1679. Betydelsen anses oklar men den förhärskande teorin är att förleden Kålle- kommer av (eventuellt mans-) namnet Kolle som i Kal; den som är utan hår eller plats, kulle (fornnordiska: kolle).
Kållered har många historiska gränsstenar. Här samlades man också för förhandlingar med danskarna vid ån Flabäck som ligger mellan Kållered och Lindome (nära Lifvered). Där hölls tre mycket viktiga gränsmöten åren 1591, 1601 och 1603. I Riksarkivet finns brev och inlagor som visar hur förhandlingarna bedrevs mellan de svenska ombuden i Kållered och de danska dito i Kungsbacka. Huvuddelen av dessa förhandlingar fördes muntligen på en bro över den lilla bäcken Flabäcken.
Förhandlingarna år 1603 rörde bl.a den infekterade frågan om rätten till sköldemärket Tre Kronor. Vid detta möte deltog även  huvudpersonerna hertig Karl (blivande Karl IX) från Sverige och Kristian IV från Danmark.
Vidare avhandlades vid detta möte även en fredsgaranti som Sverige ställde på Danmark. Denna garanti avstyrktes dock av Kristian IV men hans självständiga riksråd beslöt att fred mellan länderna skulle gälla.

### Befolkningsutveckling
| Befolkningsutvecklingen i Kållered 1960–2010 | Befolkningsutvecklingen i Kållered 1960–2010 | Befolkningsutvecklingen i Kållered 1960–2010 | Befolkningsutvecklingen i Kållered 1960–2010 | Befolkningsutvecklingen i Kållered 1960–2010 |
| -------------------------------------------- | -------------------------------------------- | -------------------------------------------- | -------------------------------------------- | -------------------------------------------- |
|                                              |                                              |                                              |                                              |                                              |
| År                                           |                                              |                                              | Folkmängd                                    | Areal (ha)                                   |
| 1960                                         | 1960                                         |                                              | 1 374                                        |                                              |
| 1965                                         | 1965                                         |                                              | 2 328                                        |                                              |
| 1970                                         | 1970                                         |                                              | 3 470                                        |                                              |
| 1975                                         | 1975                                         |                                              | 4 734                                        |                                              |
| 1980                                         | 1980                                         |                                              | 5 708                                        |                                              |
| 1990                                         | 1990                                         |                                              | 6 336                                        | 437                                          |
| 1995                                         | 1995                                         |                                              | 6 572                                        | 454                                          |
| 2000                                         | 2000                                         |                                              | 6 593                                        | 454                                          |
| 2005                                         | 2005                                         |                                              | 6 784                                        | 456                                          |
| 2010                                         | 2010                                         |                                              | 7 456                                        | 480                                          |
| Anm.: Sammanvuxen med Göteborg 2015.         |                                              |                                              |                                              |                                              |

## Samhället
På östra sidan om E6/E20 ligger Kållered centrum med pendeltågsstationen Kållereds station och busstation i Kållereds Centrum. I både västra och östra Kållered finns även en växande bebyggelse med fristående villor, radhus och lägenheter. I anslutning till orten finns vandringsleder samt kommunala badplatser i form av Bergsjön (Färåstjärn) i västra Kållered och Tulebosjön i östra Kållered. Motorvägen E6/E20 går rakt igenom samhället som har drabbats till och från av stora översvämningar främst på grund av att området består av gammal havsbotten och inte ligger så högt över havsytan.

### Kållered köpstad
Kållered köpstad som ligger på den västra sidan om E6/E20, dominerades i början helt av IKEA som var först med att etablera sig i samhället 1972. Företaget som lockade kunder ifrån hela västra Götaland och Halland gjorde att området Köpstaden växte fort och många affärer etablerade sig. På senare år har dock flera butiker lämnat detta område efter hand. 2023 öppnade IKEA ett helt nytt varuhus. Planering pågår dock för att förnya köpstaden och även att bygga ut samhället runt Kållered Centrum med flera lägenheter och bostäder efter år 2020.

### Industriområdet
Mellan järnvägen och E6/E20 finns ett industristråk med företag. De flesta av dessa företag ligger runt Bangårdsvägen som går mitt emellan järnvägen och motorvägen.

## Kommunikation
E6/E20 passerar orten i nord-sydlig riktning och delar samhället i två halvor. Västkustbanan trafikerar sedan 1992 Kållereds station med pendeltåg mellan Göteborg och Kungsbacka. Det finns också en större busshållplats i anslutning till pendeltågsstationen med bussar till bland annat Mölndals centrum. Vidare finns också en cykelbana som leder till Göteborg.

## Utbildning
I centrala Kållered finns Brattåsskolan (årskurs F-3) med cirka 285 elever. I östra Kållered ligger högstadieskolan Streteredsskolan (årskurs 4-9) med cirka 350 elever, och i västra Kållered ligger Hallenskolan (årskurs F-9) med cirka 300 elever.

## Idrott
Ortens fotbollslag, Kållereds SK, spelar i division 3 Mellersta Götaland sedan säsongen 2010. Spelar numera i division 4. 
Laget tog klivet upp till division 2 säsongen 2011 under dåvarande tränaren Roberto Jacobsson. Där låg man ett par säsonger innan man åkte ner igen. En bidragande orsak till de sportsligt goda resultaten genom åren beror på klubbens starka ungdomssida med många lag och fotbollsskola för de yngre spelarna både på pojk- och flicksidan. Klubbens damlag i fotboll spelar idag i division 4 Göteborg. 
Utöver fotboll så spelas också ishockey och tidigare bandy (numera nedlagt) i klubben. Bland annat har båda elithockeyspelarna Magnus Kahnberg och Mikael Johansson startat sina karriärer i KSK innan de senare hamnade i Frölunda Indians. 
Mest känd är dock Lotta Schelin en mångfaldig svensk landslagsspelare i fotboll med hela 88 mål på 185 landskamper samt utlandsproffs i franska FC Lyon i många år. Även hon började sin karriär i Kållereds SK fotboll, innan hon sedan fortsatte till Mölnlycke och vidare till FC Göteborg i damallsvenskan.
Kållereds SK A-laget herrar i ishockey spelar i division 2Västra Götaland från och med säsongen 2008/2009 bland annat i samma serie som Mölndal Hockey. Föreningen har ännu inget damhockeylag, men startade ett B-lag herrar som spelade i division 4 för några år sedan men som nu är nerlagt på grund av spelarbrist. 
I februari 2010 rasade taket in i föreningens ishall främst beroende på stora snömassor, vilket fick stor uppmärksamhet i massmedia, ingen kom dock till skada. Ishallen byggdes upp igen från grunden och invigdes året efter. Främst spelas det ishockey i hallen, men även konståkning samt allmänhetens åkning förekommer där. 
Ortens innebandylag heter Eken IBK och är grundat 1993. Klubben har tidigare varit framgångsrikt på ungdomsnivå med flera lag i olika klasser. . Idag har klubben även damlag, veteranlag och en tidigare haft stark ungdomsverksamhet med både pojk- och flicklag och spelar sina matcher i gamla Ekenskolans sporthall. 

## Bildgalleri

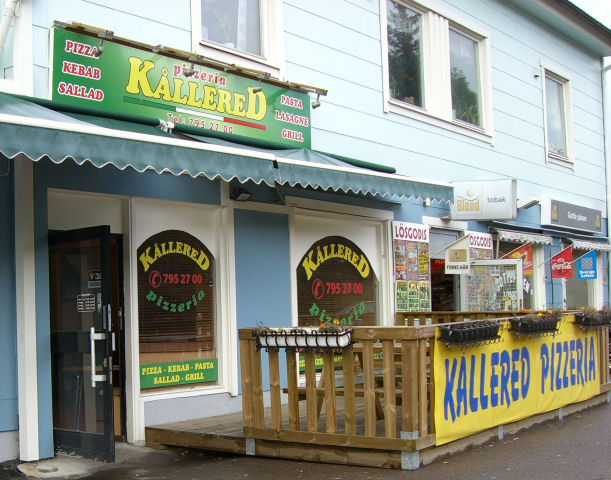
Kållered Centrum - Kållered Pizzeria bredvid Optikcentrum.
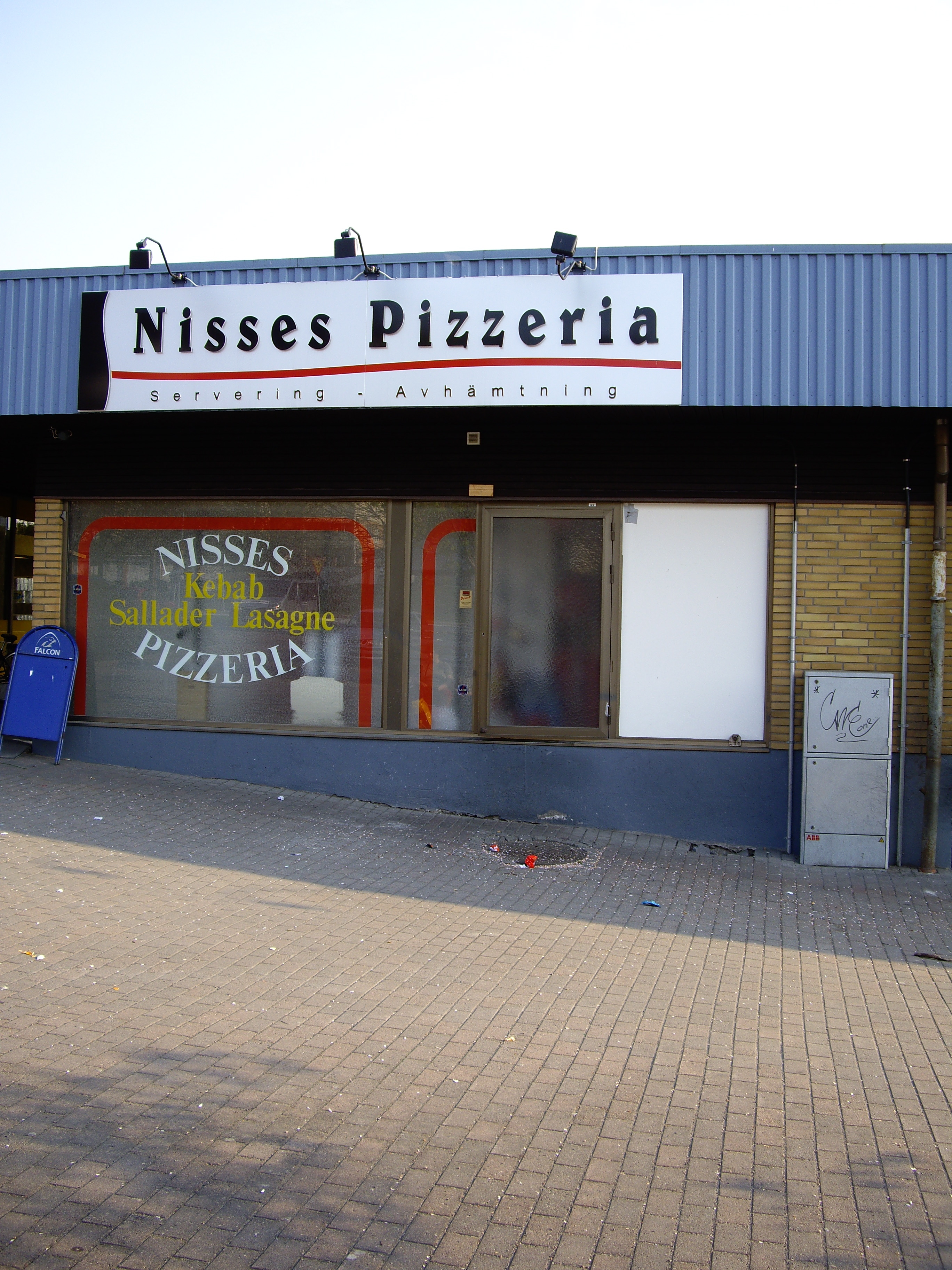
Kållered Centrum - Nisses Pizzeria.
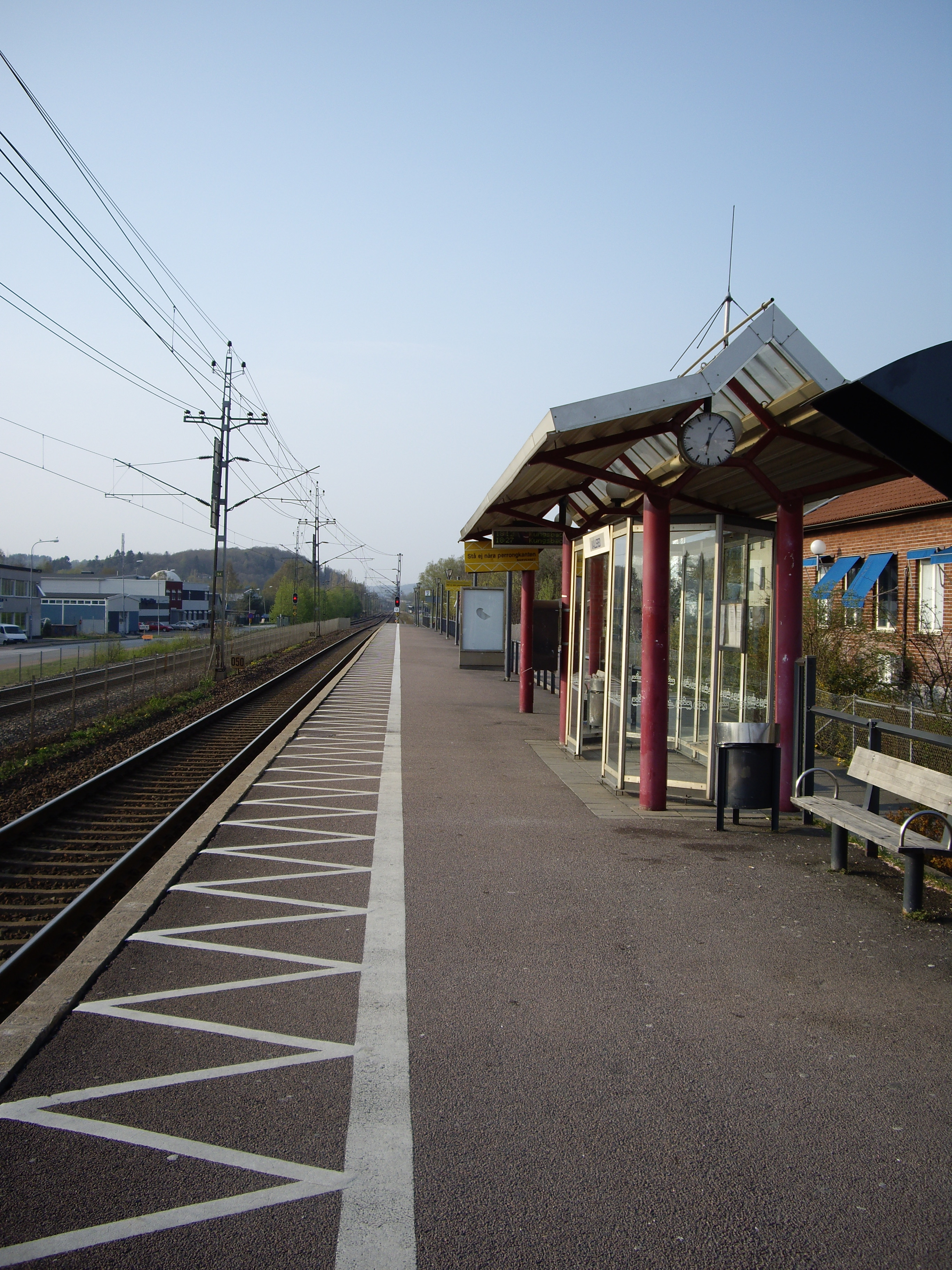
Kållereds station i riktning mot Kungsbacka.
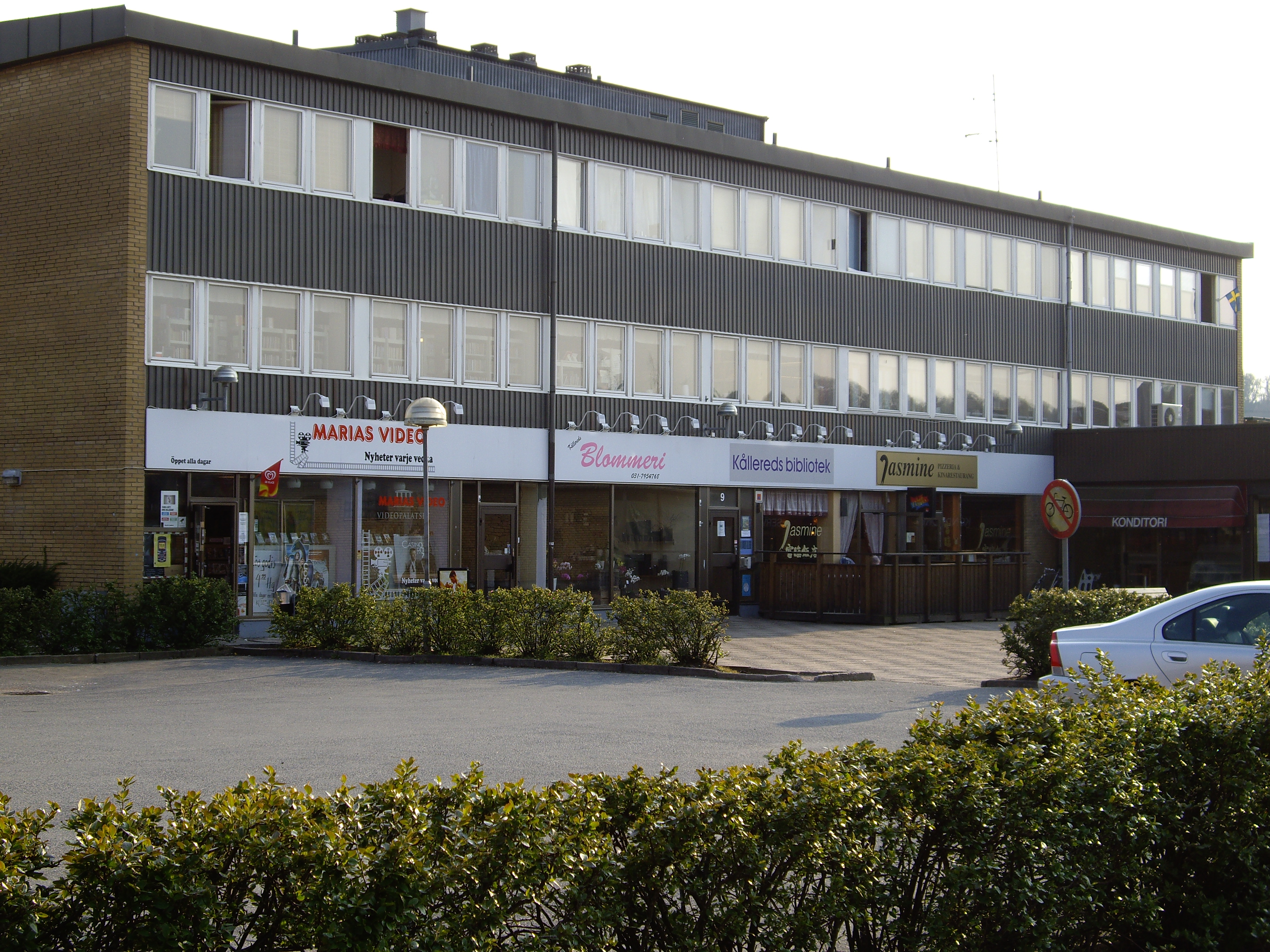
Södra Kållered Centrum - Marias Video har bytt plats och namn till Hemmakväll).
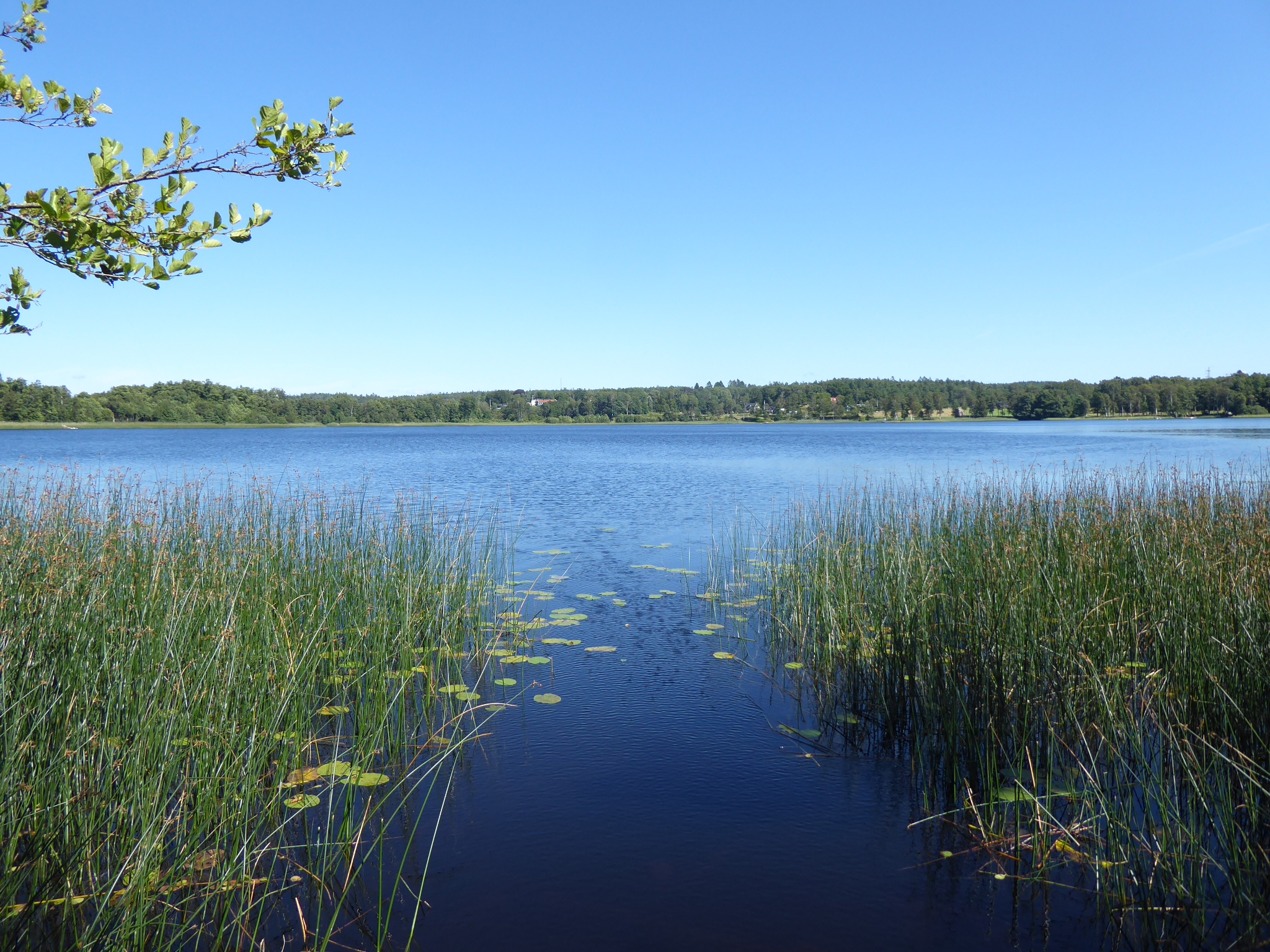
Tulebosjön från nordväst.